# Giacomo Tebaldi

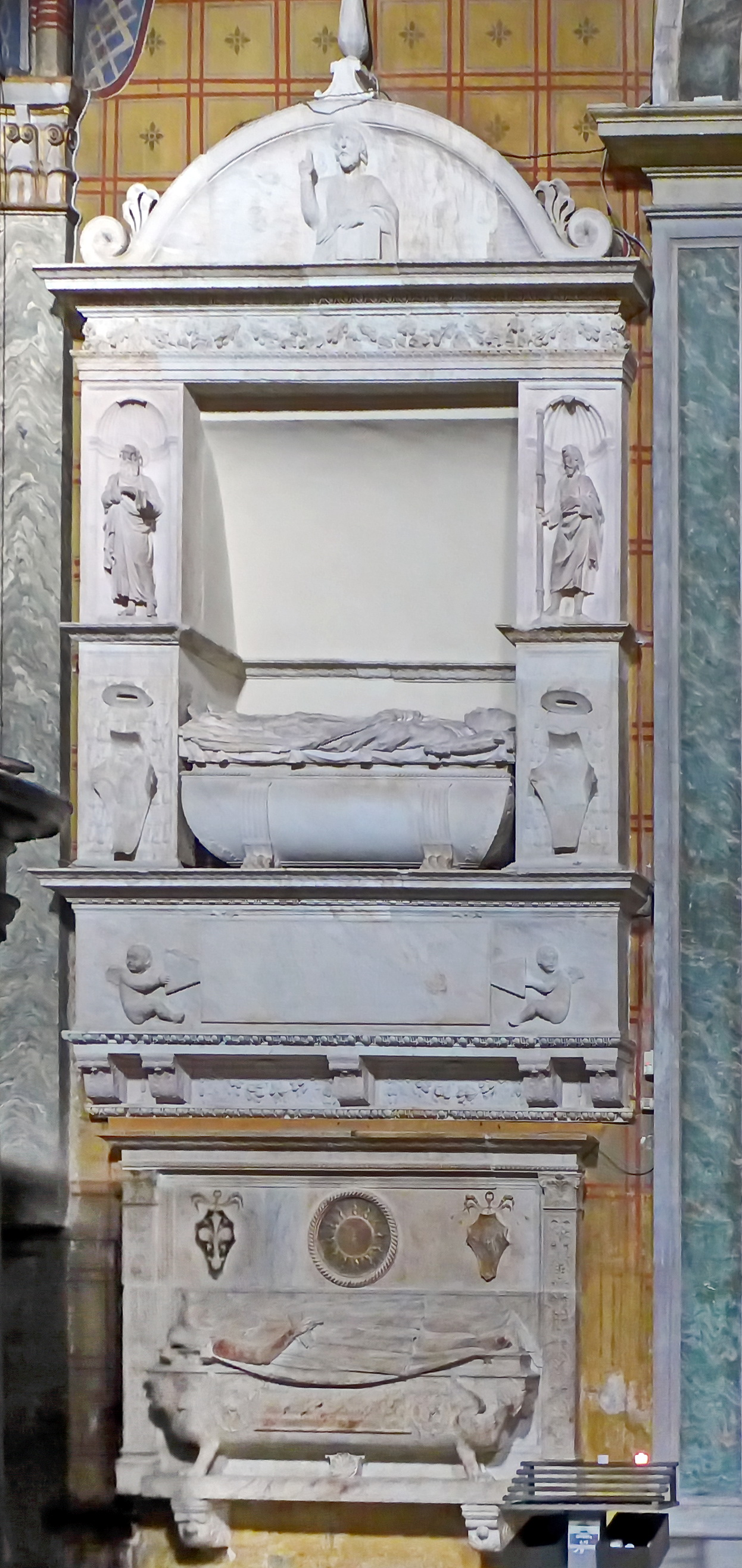
Grabmonument von Kardinal Tebaldi (Rom, Kirche Santa Maria sopra Mianerva)

Giacomo Tebaldi (auch Giacomo Teobaldi; * in Rom; † 4. September 1466 ebenda) war Erzbischof von Neapel und Kardinal.

## Leben
Er war der Sohn von Marco und Ventura Tebaldi, sein Bruder war der Leibarzt von Papst Calixt III. Giacomo Tebaldi war Doktor des weltlichen Rechts. Er empfing die Weihe zum Subdiakon und wurde als solcher am 5. Juni 1450 zum Bischof von Montefeltro erwählt. Teobaldi war Gouverneur von Perugia und vom September 1455 bis zum November 1456 Gouverneur von Spoleto. Am 3. August 1456 wurde er zum Erzbischof von Neapel ernannt, verzichtete jedoch bereits drei Monate später, im November 1456, auf dieses Amt.
Calixt III. kreierte ihn im Konsistorium vom 17. Dezember 1456 zum Kardinalpriester. Am 12. Januar 1457 erhielt er den roten Hut und am 24. Januar desselben Jahres Sant’Anastasia als Titelkirche. Im Jahr 1458 war er Kämmerer des Heiligen Kardinalskollegiums. Er nahm am Konklave 1458 teil, das Papst Pius II. wählte. Ferner nahm er am Konklave 1464 teil, aus dem Paul II. als Papst hervorging.
Als Todesjahr wird zuweilen 1465 genannt, doch nach den wichtigsten Quellen starb er am 4. September 1466 gegen 4 Uhr nachmittags. Beigesetzt wurde er in der römischen Kirche Santa Maria sopra Minerva, sein Grabdenkmal schufen 1466 die Bildhauer Andrea Bregno und Giovanni Dalmata.